# Hubert Sauper
Hubert Sauper (nascut el 27 de juliol de 1966 a Kitzbühel, Tirol, Àustria) és un director de cinema conegut per Darwin's Nightmare en 2004, que va estar nominada per a un Premi Óscar.
Sauper ha viscut al Regne Unit, Itàlia, i Estats Units i ara viu a França. Va estudiar direcció cinematogràfica a Viena i França. Ensenya classes de cinema a Europa i Estats Units.
Ha actuat en diversos curtmetratges i en dues pel·lícules: In The Circle of the Iris, dirigida per Peter Patzak, i Blue Distance, dirigida per Peter Schreiner.

## Filmografia
- On the Road With Emil (1993, documental)
- So I Sleepwalk In Broad Daylight (1994, ficció)
- Lomographer's Moscow (1995, documental)
- Kisangani Diary / Loin du Rwanda (Far From Rwanda) (1998, documental)
- Alone With Our Stories (2000, documental)
- Darwin's Nightmare (2004, documental)
- We come as friends (2014, documental)[1]